# Perissandria albistigma
Perissandria albistigma là một loài bướm đêm trong họ Noctuidae.